# Sony Ericsson Z520i
De Sony Ericsson Z520i is een clamshell mobiele telefoon (ook wel flip phone genoemd) van Sony Ericsson. Hij werd eind 2005 op de Nederlandse markt gebracht. De Z520i is te verkrijgen in twee basiskleuren, namelijk Sandy Grey en Chalky White.
De Z520i biedt de gebruiker vele mogelijkheden voor een relatief lage prijs. Zo is het toestel uitgerust met bluetooth en infrarood, kunnen er mp3-bestanden afgespeeld worden en biedt het de mogelijkheid om te wappen (mobiel internet). De Z520i was tevens het eerste quadbandtoestel van Sony Ericsson.
Kenmerkend voor de Z520i zijn de lichtgevende leds aan de zijkant van het toestel, die zowel in geopende als gesloten toestand duidelijk te zien zijn. Als het toestel overgaat of als er een bericht ontvangen wordt, gaan deze lampjes in een zelf in te stellen patroon knipperen. Een ander detail zijn de verwisselbare covers (door Sony Ericsson Style-Up-covers genoemd), die het mogelijk maken de telefoon een persoonlijk tintje te geven.

## Specificaties
- VGA-camera (voor foto's en videoclips, 640x480 pixels)
- Trilfunctie
- Lichteffecten
- Polyfone- en realtone-ringtones
- Handsfree bellen
- Mp3-speler
- Ondersteuning voor bluetooth en infrarood
- Mobiel internet via GPRS
- Sms, EMS, mms